# Фридрих Вильгельм II (великий герцог Мекленбург-Стрелица)
Фридрих Вильгельм II Карл Георг Эрнст Адольф Густав (нем. Friedrich Wilhelm Karl Georg Ernst Adolf Gustav von Mecklenburg; 17 октября 1819, Нойштрелиц — 30 мая 1904, Нойштрелиц) — великий герцог Мекленбург-Стрелица в 1860—1904 годах.

## Биография
Фридрих Вильгельм — старший сын великого герцога Георга и его супруги принцессы Марии Гессен-Кассельской, дочери курфюрста Фридриха III Гессен-Кассельского и Каролины Поликсены Нассау-Узингенской. С отцовской стороны его дедушкой был Карл II Мекленбургский и принцесса Фридерика Каролина Луиза Гессен-Дармштадтская.
Фридрих Вильгельм провёл юность в Нойштрелице, а затем изучал историю в Бонне. По окончании учёбы он отправился путешествовать по Италии и Швейцарии. Находясь в гостях у родни в Англии, он познакомился со своей кузиной принцессой Августой Каролиной Кембриджской, старшей дочерью Адольфа Фредерика, герцога Кембриджского и вице-короля Ганновера и его супруги принцессы Августы Гессен-Кассельской.

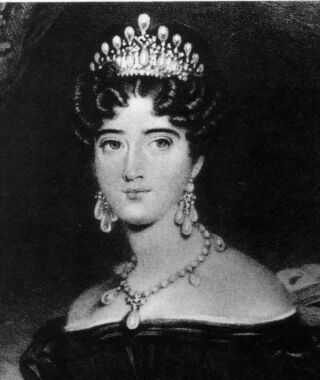
Принцесса Августа Каролина, будущая великая герцогиня Мекленбург-Стрелица

После смерти своего отца 6 сентября 1860 года Фридрих Вильгельм принял на себя управление Мекленбург-Стрелицем. Как правитель Фридрих Вильгельм был экономным до скупости. Необходимых инвестиций в экономику, инфраструктуру и образование практически не производилось, что тормозило развитие страны, ставшей одной из самых отсталых на территории Германии. Благодаря неадекватной экономности и финансовым спекуляциям Фридриха Вильгельма его сын унаследовал состояние, поставившее его в ряд самых богатых правителей Германии.
Будучи самым крупным землевладельцем у себя в стране, Фридрих Вильгельм тем не менее был связан жёсткой системой феодального устройства, ограничивавшей свободу действий обоих правителей Мекленбурга. В эпоху правления Фридриха Вильгельма Мекленбург вступил в Германский союз, а в 1871 году вошёл в состав Германской империи. Антипрусские взгляды Фридриха Вильгельма стали поводом для серьёзного политического напряжения и конфликтов с молодой империей. В имперских кругах периодически поднимался вопрос о смещении стрелицкого правителя.

## Брак и дети
28 июня 1842 года в Букингемском дворце состоялась свадьба наследного принца Фридриха Вильгельма и принцессы Августы Каролины Кембриджской. Невеста была членом британской королевской семьи. При вступлении в брак Августа получила титул Её Королевское Высочество наследная Великая герцогиня Мекленбург-Стрелицкая. 6 сентября 1860 года, после смерти свёкра она стала великой герцогиней Мекленбург-Стрелицкой.
У супругов было двое детей:
- Фридрих Вильгельм (родился и умер в Лондоне 13 января 1845 года)
- Адольф Фридрих (1848—1914), великий герцог Мекленбург-Стрелица с 1904 года.